# Kare-kare

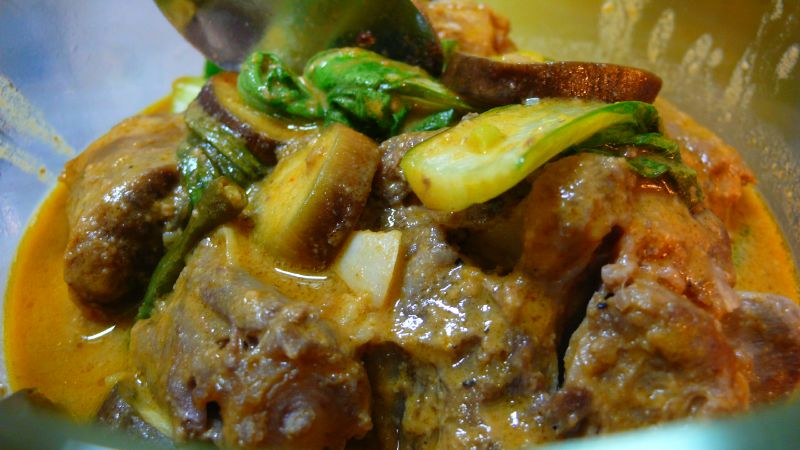
Kare-kare

O kare-kare é um prato típico filipino, estufado feito de um caldo de amendoim com diversas verduras, rabo de touro , Camarão  e ocasionalmente tripa. A carne pode ser trocada por cabra ou (raramente) frango ou por frutos do mar. Com frequência come-se com bagoong (Pasta de camarão), às vezes com pimentas, e aspergido com suco de Calamondina. Tradicionalmente as festas filipinas (especialmente na região de Pampanga) não estão completas sem o kare-kare. 

## História

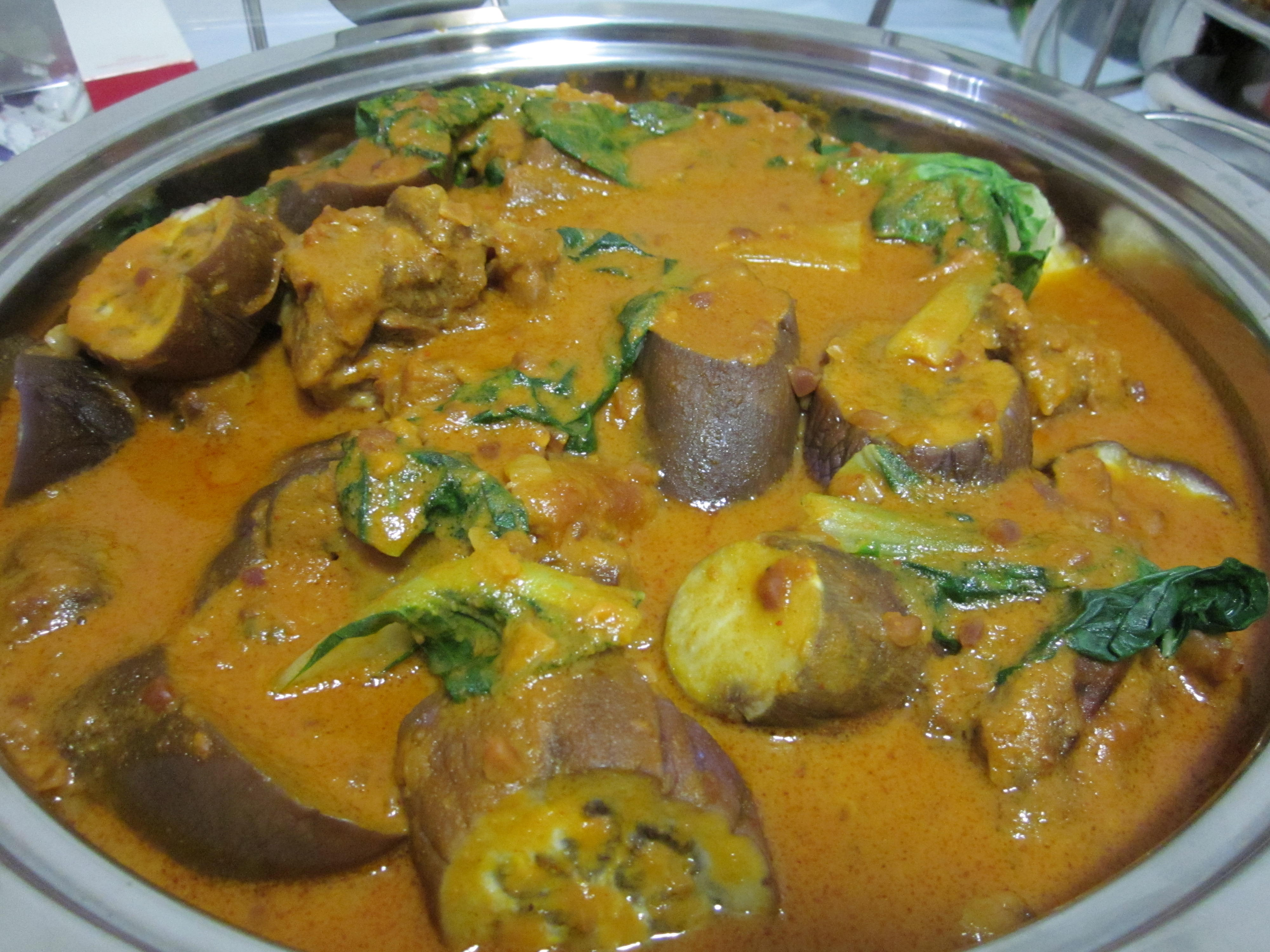
kare-kare com beringelas

Há várias histórias sobre a origem deste relativamente incomum mas distintivo prato filipino. Uma é que teve origem em Pampanga. Outra, que tem sua origem nos majestosos pratos da elite moura que uma vez  esteve estabelecida em Manila antes da chegada dos espanhóis (curiosamente, em Sulú e Tawi-Tawi o kare-kare segue sendo um prato popular).Há ainda outra que tem suas origens na Guerra dos Sete Anos, quando os britânicos ocuparam Manila por 2 anos, principalmente com sipaios (recrutas indianos), que tiveram que improvisar pratos indianos devido à falta de especiarias nas Filipinas para fazer curry. Diz-se que isso explica o nome e seu suposto molho de amendoim grosso e laranja e à base de amendoim, que alude a um tipo de curry. 

## Descrição

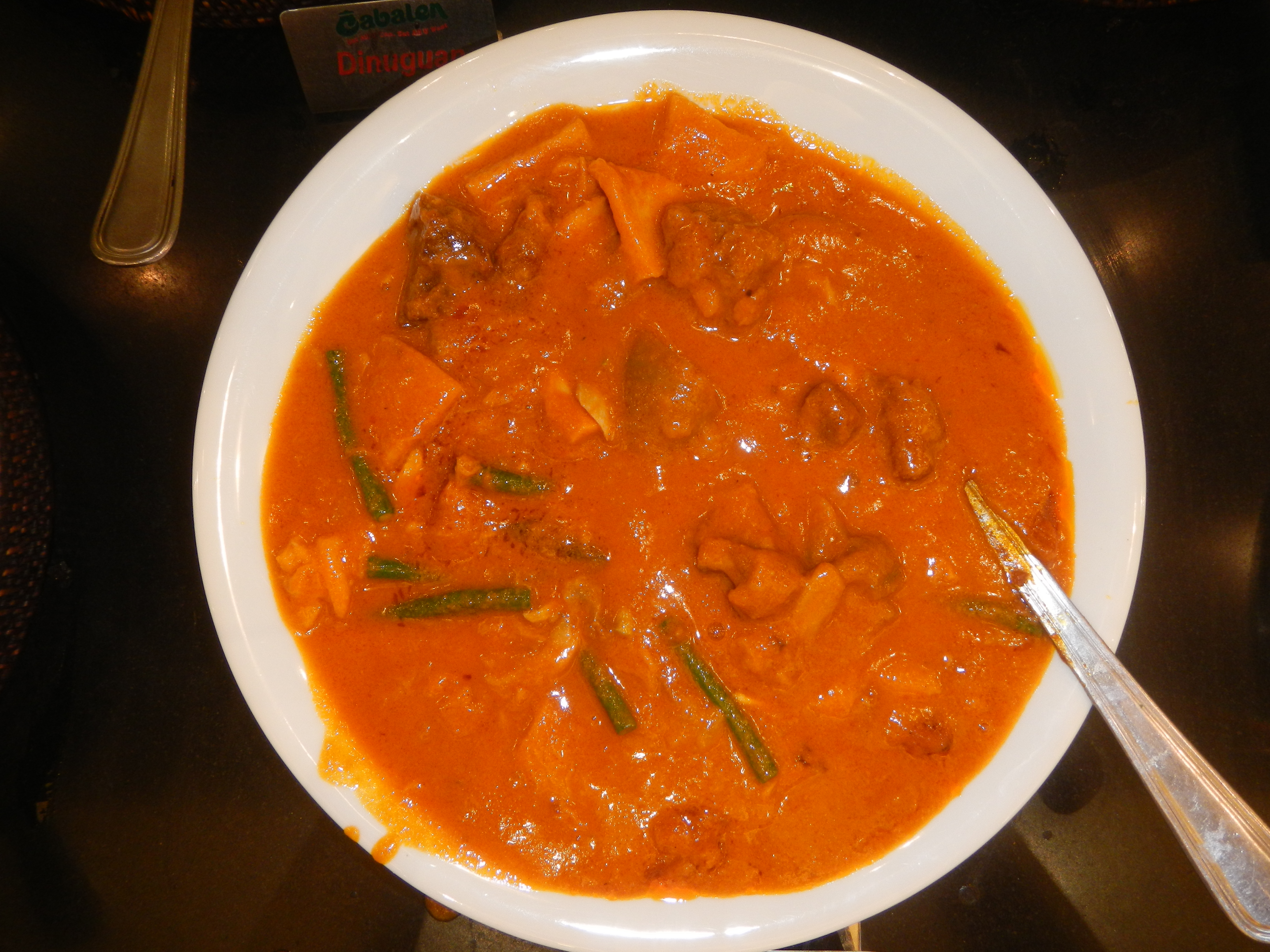
Tigela de kare-kare

Depois de feito um caldo à base de amendoim, cortam-se o rabo de touro com pele em pedaços de 5 cm , e se coze a tripa até amacia-la. Às vezes acrescentam-se pedaços de pé,  de vitela ou de Faceira. Quando  sopa fica gelatinosa, se acrescentando amendoins tostados e moídos (ou manteiga de amendoim) e arroz glutinoso tostado moído para a espessar. Usa-se atsuete (Bixina) para dar-lhe cor. As verduras típicas do kare-kare incluem a beringela, vagem, repolho chinês (pechay), gengibre, açafrão, capim-limão, casca de limão, cenoura e cártamo. O kare-kare serve-se com frequência quente com um bagoong alamang (pasta de camarão)  especial, ou com camarão..